# Alegeri prezidențiale în Republica Moldova, 2020
Alegerile prezidențiale din Republica Moldova din 2020 s-au desfășurat în două tururi de scrutin: la 1 noiembrie 2020 și la 15 noiembrie 2020. Au fost câștigate de candidata pro-europeană Maia Sandu.

## Context
În urma primului tur, niciun candidat nu a obținut majoritatea voturilor, astfel, conform Codului Electoral, persoanele poziționate pe primele două poziții – fosta prim-ministră Maia Sandu (36,16%) și președintele în exercițiu Igor Dodon (32,61%) – au participat la cel de-al doilea tur. Cei doi contracandidați mai concuraseră pentru fotoliul de președinte în 2016, la fel calificându-se ambii în turul doi.
În turul al doilea au votat 52,78% din alegătorii cu drept de vot, anume 1.650.000 de persoane. În străinătate au votat circa 260.000 de moldoveni.

## Candidați
| Candidat          | Funcție                                                                 | Partid | Statut                                   |
| ----------------- | ----------------------------------------------------------------------- | --- | ---------------------------------------- |
| Igor Dodon        | Președinte al Republicii Moldova                                        | Candidat independent, susținut de: - Partidul Socialiștilor din Republica Moldova | Înregistrat                              |
| Maia Sandu        | Președinte al PAS                                                       | Partidul Acțiune și Solidaritate, susținută de: - Pro Moldova - Partidul Liberal Democrat din Moldova (Turul II) - Partidul Unității Naționale (Turul II) - Partidul „Platforma Demnitate și Adevăr” (Turul II) - Mișcarea Politică „Unirea” (Turul II) | Înregistrată                             |
| Andrei Năstase    | Consilier municipal în Consiliul municipal Chișinău; Președinte al PPDA | Partidul „Platforma Demnitate și Adevăr”, susținut de: - Constantin Oboroc | Înregistrat                              |
| Renato Usatîi     | Primar al municipiului Bălți; Președinte al PN                          | Partidul Nostru | Înregistrat                              |
| Violeta Ivanov    | Deputat în Parlamentul Republicii Moldova                               | Partidul „ȘOR” | Înregistrată                             |
| Andrian Candu     | Deputat în Parlamentul Republicii Moldova; Președinte al PPM            | Partidul Pro Moldova | Candiatura a fost respinsă de către CEC  |
| Dorin Chirtoacă   | Consilier municipal în Consiliul municipal Chișinău; Președinte al PL   | Mișcarea Politică „Unirea” Formată din: - Partidul Liberal - Uniunea Salvați Basarabia - Partidul Național Liberal - Partidul Popular Românesc | Înregistrat                              |
| Octavian Țîcu     | Deputat în Parlamentul Republicii Moldova; Președinte al PUN            | Partidul Unității Naționale | Înregistrat                              |
| Tudor Deliu       | Ex-Președinte al PLDM                                                   | Partidul Liberal Democrat din Moldova | Înregistrat                              |
| Constantin Oboroc | Ex-Prim-viceprim-ministru al Republicii Moldova                         | Candidat independent | Nu a strâns numărul necesar de semnături |
| Ion Costaș        | Primul Ministru al Afacerilor Interne al Republicii Moldova             | Candidat independent | S-a retras din cursa electorală          |
| Serghei Toma      | Președinte al Partidului Oamenilor Muncii                               | Partidul Oamenilor Muncii | S-a retras din cursa electorală          |
| Alexandr Kalinin  | Președinte al Partidului Regiunilor din Moldova                         | Candidat independent | S-a retras din cursa electorală          |

## Campania electorală
Campania electorală pentru primul tur a început la data de 2 octombrie 2020 și s-a încheiat pe data de 30 octombrie 2020. Campania electorală pentru al doilea tur a început pe 2 noiembrie și s-a încheiat pe 13 noiembrie 2020.

## Sondaje de opinie

### Sondaje pentru turul I
| Realizatorul sondajului | Perioada             | Eșantion  | Maia Sandu PAS | Igor Dodon PSRM | Renato Usatîi PN | Ilan Șor ȘOR | Violeta Ivanov ȘOR | Andrei Năstase PPDA | Octavian Țîcu PUN | Tudor Deliu PLDM | Pavel Filip PDM | Alții | Niciunul | Indeciși | Avantaj |
| ----------------------- | -------------------- | --------- | -------------- | --------------- | ---------------- | ------------ | ------------------ | ------------------- | ----------------- | ---------------- | --------------- | ----- | -------- | -------- | ------- |
| Alegeri prezidențiale   | 1 noi. 2020 (I)      | 1.368.516 | 36,2           | 32,6            | 16,9             | –            | 6,5                | 3,3                 | 2,0               | 1,4              | –               | 1,2   | 1,5      | 54,3     | 3,6     |
| ASDM                    | 26 sep.–8 oct. 2020  | 1.167     | 18,7           | 31,8            | 6,6              | –            | 4,7                | 9,3                 | 1,7               | 1,4              | –               | –     | 7,9      | 16,5     | 13,1    |
| Intellect               | 24 aug.–2 sep. 2020  | 1.233     | 18,1           | 27,5            | 9,7              | –            | –                  | 2,9                 | –                 | –                | 1,0             | 14,5  | 9,3      | 17       | 9,4     |
| IRI                     | 16 iul.–23 aug. 2020 | 2.017     | 20,0           | 18,0            | 7,0              | 1,0          | –                  | 3,0                 | –                 | –                | 3,0             | 12,0  | 11,0     | 23,0     | 2,0     |
| iData                   | 14–26 iul. 2020      | 1.214     | 15,2           | 19,4            | 4,2              | 3,9          | –                  | 2,5                 | –                 | –                | 2,4             | 6,1   | 35,4     | 10,9     | 4,2     |
| ASDM                    | 14–24 iul. 2020      | 1.175     | 19,1           | 34,5            | 5,1              | –            | –                  | 7,5                 | –                 | –                | 4,3             | 4,3   | 21,1     | 4,1      | 15,4    |
| Intellect               | 2–9 iul. 2020        | 1.172     | 24,2           | 29,8            | 8,3              | 9,4          | –                  | 1,6                 | –                 | –                | 1,5             | 2,5   | –        | 22,7     | 5,6     |
| ASDM                    | 20–27 iun. 2020      | 1.127     | 26,8           | 48,9            | 5,6              | 2,0          | –                  | 7,5                 | 1,2               | –                | –               | –     | –        | 26,8     | 22,1    |
| IMAS                    | 14–27 iun. 2020      | 1.105     | 25,7           | 33,6            | 10,2             | –            | –                  | 3,7                 | 2,9               | –                | –               | –     | –        | 13,5     | 7,9     |
| BOP                     | 12–23 iun. 2020      | 1.200     | 11,0           | 22,4            | 2,4              | 1,5          | –                  | 1,3                 | –                 | –                | 0,4             | 1,0   | 0,5      | 59,4     | 11,4    |
| FOP                     | 23–31 mai 2020       | 1.767     | 30,5           | 46,9            | 5,2              | –            | –                  | 6,6                 | 1,7               | –                | –               | –     | –        | 23,7     | 16,4    |
| CBS Research            | 5–11 mai 2020        | 1.003     | 28,4           | 35,4            | 8,9              | 2,4          | –                  | 6,0                 | 2,9               | –                | –               | –     | –        | 58,5     | 7,0     |
| ASDM                    | 1–7 mai 2020         | 1.141     | 20,0           | 47,5            | 7,3              | 1,0          | –                  | 8,3                 | 3,6               | –                | –               | –     | –        | 19,0     | 27,5    |

### Turul 2
| Concurenți         | Sursă | Dată             | Eșantion | Estimări  | Estimări   | Estimări  | Estimări     | Indeciși | Nu participă |
| Concurenți         | Sursă | Dată             | Eșantion | Sandu PAS | Dodon PSRM | Usatîi PN | Năstase PPDA | Indeciși | Nu participă |
| ------------------ | ----- | ---------------- | -------- | --------- | ---------- | --------- | ------------ | -------- | ------------ |
| Sandu vs. Dodon    | iData | 14-26 iulie 2020 | 1.214    | 34,3%     | 40,5%      |           |              | N/A      | 25,2%        |
| Sandu vs. Dodon    | BOP   | 12-23 iunie 2020 | 1.200    | 33,3%     | 29,1%      |           |              | 14,1%    | 23,5%        |
| Dodon vs. Usatîi   | BOP   | 12-23 iunie 2020 | 1.200    |           | 27,2%      | 26,3%     |              | 16,4%    | 30,1%        |
| Dodon vs. Năstase  | BOP   | 12-23 iunie 2020 | 1.200    |           | 30,6%      |           | 24,7%        | 13,9%    | 30,7%        |
| Usatîi vs. Năstase | BOP   | 12-23 iunie 2020 | 1.200    |           |            | 26,4%     | 22,3%        | 17,1%    | 34,2%        |
| Sandu vs. Usatîi   | BOP   | 12-23 iunie 2020 | 1.200    | 32,8%     |            | 22,9%     |              | 15,3%    | 29,0%        |

### Exit-poll
| Dată              | Sursă       | Eșantion | Maia Sandu PAS | Igor Dodon PSRM | Nu participă |
| ----------------- | ----------- | -------- | -------------- | --------------- | ------------ |
| 15 noiembrie 2020 | WatchDog.md | 2.904    | 54,7%          | 45,3%           | 28%          |

## Rezultate
| Candidat                                                                 | Candidat          | Partid                                       | Primul tur | Primul tur | Al doilea tur | Al doilea tur |
| Candidat                                                                 | Candidat          | Partid                                       | Voturi     | %          | Voturi        | %             |
| ------------------------------------------------------------------------ | ----------------- | -------------------------------------------- | ---------- | ---------- | ------------- | ------------- |
|                                                                          | Maia Sandu        | Partidul Acțiune și Solidaritate             | 487.635    | 36,16      | 943.006       | 57,72         |
|                                                                          | Igor Dodon        | Partidul Socialiștilor din Republica Moldova | 439.866    | 32,61      | 690.614       | 42,28         |
|                                                                          | Renato Usatîi     | Partidul Nostru                              | 227.938    | 16,90      |               |               |
|                                                                          | Violeta Ivanov    | Partidul „ȘOR”                               | 87.542     | 6,49       |               |               |
|                                                                          | Andrei Năstase    | Platforma Demnitate și Adevăr                | 43.924     | 3,26       |               |               |
|                                                                          | Octavian Țîcu     | Partidul Unității Naționale                  | 27.170     | 2,01       |               |               |
|                                                                          | Tudor Deliu       | Partidul Liberal Democrat din Moldova        | 18.486     | 1,37       |               |               |
|                                                                          | Dorin Chirtoacă   | Mișcarea Politică „Unirea”                   | 16.157     | 1,20       |               |               |
| Voturi valabile                                                          | Voturi valabile   | Voturi valabile                              | 1.348.719  | 98,55      | 1.633.621     | 99,00         |
| Voturi nule                                                              | Voturi nule       | Voturi nule                                  | 19.797     | 1,45       | 16.511        | 1,00          |
| Total                                                                    | Total             | Total                                        | 1.368.516  | 100,00     | 1.650.131     | 100,00        |
| Înscriși/Prezență                                                        | Înscriși/Prezență | Înscriși/Prezență                            | 2.995.891  | 45,68      | 2.995.891     | 55,08         |
| Sursă: Alegeri.md, CEC Arhivat în 17 noiembrie 2020, la Wayback Machine. |                   |                                              |            |            |               |               |

### Participarea electoratului în turul întâi de scrutin (1 noiembrie 2020)
| Unitate Teritorială                                          | Prezență | Maia Sandu | Igor Dodon | Renato Usatîi | Violeta Ivanov |
| ------------------------------------------------------------ | -------- | ---------- | ---------- | ------------- | -------------- |
| Municipiul Bălți                                             | 45,01%   | 15,39%     | 29,48%     | 50,38%        | 2,06%          |
| Municipiul Chișinău                                          | 44,97%   | 45,20%     | 34,17%     | 9,55%         | 3,24%          |
| ↳ Sectorul Botanica                                          | 44,19%   | 38,29%     | 42,53%     | 9,16%         | 3,59%          |
| ↳ Sectorul Buiucani                                          | 45,14%   | 45,86%     | 33,94%     | 9,53%         | 3,09%          |
| ↳ Sectorul Centru                                            | 47,77%   | 46,22%     | 33,55%     | 9,09%         | 3,16%          |
| ↳ Sectorul Ciocana                                           | 44,05%   | 47,77%     | 32,50%     | 9,09%         | 3,17%          |
| ↳ Sectorul Rîșcani                                           | 45,44%   | 42,15%     | 39,43%     | 8,41%         | 3,05%          |
| ↳ Suburbia Municipiului Chișinău                             | 44,28%   | 52,67%     | 21,59%     | 11,78%        | 3,27%          |
| Anenii Noi                                                   | 40,51%   | 33,18%     | 36,04%     | 13,91%        | 7,74%          |
| Basarabeasca                                                 | 35,61%   | 24,68%     | 46,03%     | 18,10%        | 5,14%          |
| Briceni                                                      | 39,62%   | 12,18%     | 53,41%     | 21,36%        | 8,05%          |
| Cahul                                                        | 38,54%   | 36,02%     | 38,17%     | 14,26%        | 4,22%          |
| Cantemir                                                     | 36,26%   | 37,14%     | 29,20%     | 17,21%        | 7,69%          |
| Călărași                                                     | 38,66%   | 44,68%     | 27,07%     | 9,90%         | 8,27%          |
| Căușeni                                                      | 39,80%   | 34,44%     | 34,92%     | 13,25%        | 6,78%          |
| Cimișlia                                                     | 36,11%   | 37,36%     | 33,95%     | 13,10%        | 5,94%          |
| Criuleni                                                     | 45,44%   | 46,61%     | 21,15%     | 11,19%        | 9,26%          |
| Dondușeni                                                    | 46,19%   | 13,87%     | 50,27%     | 24,07%        | 6,43%          |
| Drochia                                                      | 41,95%   | 20,28%     | 33,27%     | 33,92%        | 7,18%          |
| Dubăsari                                                     | 39,86%   | 30,86%     | 40,28%     | 14,18%        | 8,26%          |
| Edineț                                                       | 43,22%   | 14,08%     | 49,48%     | 20,73%        | 8,60%          |
| Fălești                                                      | 46,20%   | 18,45%     | 29,28%     | 43,23%        | 5,74%          |
| Florești                                                     | 43,03%   | 21,41%     | 38,08%     | 25,62%        | 7,63%          |
| Glodeni                                                      | 42,22%   | 17,75%     | 35,78%     | 33,26%        | 8,14%          |
| Hîncești                                                     | 36,35%   | 44,78%     | 24,41%     | 14,09%        | 4,93%          |
| Ialoveni                                                     | 43,78%   | 55,31%     | 15,65%     | 10,66%        | 3,44%          |
| Leova                                                        | 39,38%   | 34,98%     | 31,98%     | 19,22%        | 4,95%          |
| Nisporeni                                                    | 36,41%   | 43,86%     | 22,69%     | 13,15%        | 5,02%          |
| Ocnița                                                       | 47,31%   | 10,72%     | 64,27%     | 16,22%        | 5,41%          |
| Orhei                                                        | 45,07%   | 29,74%     | 13,95%     | 4,36%         | 46,53%         |
| Rezina                                                       | 45,57%   | 31,40%     | 31,95%     | 15,13%        | 12,57%         |
| Rîșcani                                                      | 45,93%   | 16,80%     | 42,24%     | 30,90%        | 5,09%          |
| Sîngerei                                                     | 41,95%   | 24,43%     | 29,96%     | 31,89%        | 6,43%          |
| Soroca                                                       | 43,93%   | 23,91%     | 42,39%     | 18,83%        | 7,31%          |
| Strășeni                                                     | 40,97%   | 48,13%     | 22,18%     | 13,20%        | 5,03%          |
| Șoldănești                                                   | 44,16%   | 25,61%     | 35,50%     | 15,26%        | 16,06%         |
| Ștefan Vodă                                                  | 40,50%   | 33,52%     | 32,93%     | 17,88%        | 5,45%          |
| Taraclia                                                     | 44,18%   | 3,57%      | 77,29%     | 4,30%         | 13,33%         |
| Telenești                                                    | 43,05%   | 34,03%     | 16,75%     | 9,06%         | 17,76%         |
| Ungheni                                                      | 42,20%   | 32,21%     | 33,82%     | 18,27%        | 5,23%          |
| UTA Găgăuzia                                                 | 41,41%   | 2,05%      | 84,35%     | 10,78%        | 1,87%          |
| UTA Stânga Nistrului                                         | 100%     | 13,34%     | 74,25%     | 7,18%         | 1,53%          |
| Voturi din străinătate                                       | 99,98%   | 70,12%     | 3,65%      | 17,25%        | 1,11%          |
| Total                                                        | 49,18%   | 36,16%     | 32,61%     | 16,90%        | 6,49%          |
| Sursă: CEC Arhivat în 17 noiembrie 2020, la Wayback Machine. |          |            |            |               |                |

Harta prezenței în turul I la vot pe raion
Rezultatele pentru Maia Sandu în turul I pe raion:      70–80%     50–60%     40–50%     30–40%     20–30%     10–20%     0–10%
Rezultatele pentru Igor Dodon în turul I pe raion:      80–90%     70–80%     60–70%     50–60%     40–50%     30–40%     20–30%     10–20%     0–10%
Rezultatele pentru Renato Usatîi în turul I pe raion:      50–60%     40–50%     30–40%     20–30%     10–20%     0–10%
Rezultatele pentru Violeta Ivanov în turul I pe raion:      40–50%     10–20%     0–10%

### Participarea electoratului în turul doi de scrutin (15 noiembrie 2020)
| Unitate Teritorială              | Prezență | Maia Sandu | Igor Dodon |
| -------------------------------- | -------- | ---------- | ---------- |
| Municipiul Bălți                 | 47,70%   | 38,92%     | 61,08%     |
| Municipiul Chișinău              | 53,29%   | 59,70%     | 40,30%     |
| ↳ Sectorul Botanica              | 52,72%   | 50,64%     | 49,36%     |
| ↳ Sectorul Buiucani              | 53,40%   | 60,14%     | 39,86%     |
| ↳ Sectorul Centru                | 56,41%   | 60,45%     | 39,55%     |
| ↳ Sectorul Ciocana               | 52,05%   | 61,67%     | 38,33%     |
| ↳ Sectorul Rîșcani               | 54,03%   | 54,30%     | 45,70%     |
| ↳ Suburbia Municipiului Chișinău | 52,18%   | 72,94%     | 27,06%     |
| Anenii Noi                       | 46,20%   | 54,43%     | 45,57%     |
| Basarabeasca                     | 40,17%   | 43,46%     | 56,54%     |
| Briceni                          | 44,11%   | 25,78%     | 74,22%     |
| Cahul                            | 43,13%   | 53,03%     | 46,97%     |
| Cantemir                         | 40,23%   | 61,17%     | 38,83%     |
| Călărași                         | 44,08%   | 66,01%     | 33,99%     |
| Căușeni                          | 45,49%   | 55,62%     | 44,38%     |
| Cimișlia                         | 40,52%   | 59,44%     | 40,56%     |
| Criuleni                         | 51,21%   | 71,09%     | 28,91%     |
| Dondușeni                        | 51,65%   | 28,85%     | 71,15%     |
| Drochia                          | 44,95%   | 44,12%     | 55,88%     |
| Dubăsari                         | 48,09%   | 47,45%     | 52,55%     |
| Edineț                           | 48,00%   | 30,22%     | 69,78%     |
| Fălești                          | 47,80%   | 44,69%     | 55,31%     |
| Florești                         | 46,63%   | 43,39%     | 56,61%     |
| Glodeni                          | 45,09%   | 41,28%     | 58,72%     |
| Hîncești                         | 42,10%   | 68,70%     | 31,30%     |
| Ialoveni                         | 48,97%   | 80,37%     | 19,63%     |
| Leova                            | 43,06%   | 58,32%     | 41,68%     |
| Nisporeni                        | 41,85%   | 71,60%     | 28,40%     |
| Ocnița                           | 52,35%   | 19,26%     | 80,74%     |
| Orhei                            | 40,51%   | 70,28%     | 29,72%     |
| Rezina                           | 49,30%   | 53,54%     | 46,46%     |
| Rîșcani                          | 49,17%   | 36,88%     | 63,12%     |
| Sîngerei                         | 45,39%   | 50,83%     | 49,17%     |
| Soroca                           | 48,75%   | 42,25%     | 57,75%     |
| Strășeni                         | 46,16%   | 73,16%     | 26,84%     |
| Șoldănești                       | 47,94%   | 46,64%     | 53,36%     |
| Ștefan Vodă                      | 43,76%   | 56,74%     | 43,26%     |
| Taraclia                         | 52,16%   | 7,05%      | 92,95%     |
| Telenești                        | 46,05%   | 72,18%     | 27,82%     |
| Ungheni                          | 47,40%   | 55,11%     | 44,89%     |
| UTA Găgăuzia                     | 52,09%   | 5,41%      | 94,59%     |
| UTA Stânga Nistrului             | 100%     | 14,20%     | 85,80%     |
| Voturi din străinătate           | 100%     | 92,94%     | 7,06%      |
| Total                            | 58,22%   | 57,72%     | 42,28%     |

Harta prezenței în turul II la vot pe raion
Rezultatele pentru Maia Sandu în turul II pe raion:      90–100%     80–90%     70–80%     60–70%     50–60%     40–50%     30–40%     20–30%     10–20%     0–10%
Rezultatele pentru Igor Dodon în turul II pe raion:      90–100%     80–90%     70–80%     60–70%     50–60%     40–50%     30–40%     20–30%     10–20%     0–10%

## Urmări

### Externe
- România Președintele României, Klaus Iohannis, a fost primul șef de stat care i-a adresat felicitări Maiei Sandu cu ocazia victoriei în alegerile prezidențiale, anunțând, de asemenea, și disponibilitatea unei vizite oficiale la Chișinău în cel mai scurt timp posibil.[34] Ulterior, și prim-ministrul României de la acea vreme, Ludovic Orban, a venit cu un mesaj către Maia Sandu.[35]
- Federația Rusă Președintele Federației Ruse, Vladimir Putin, i-a transmis Maiei Sandu o telegramă prin care a felicitat-o și și-a exprimat intenția de a dezvolta relații constructive. Din partea Federației Ruse, Maia Sandu a fost felicitată și de Patriarhul Chiril al Moscovei, dar și de liderul de opoziție Alexei Navalnîi.[36][37][38]
- Germania Cancelarul german Angela Merkel a felicitat-o pe Maia Sandu pentru un mandat puternic primit de la cetățeni și i-a urat succes în rezolvarea problemelor cetățenilor Republicii Moldova.[39]
- Ucraina Președintele Volodîmir Zelenski a fost cel de-al doilea șef de stat care i-a adresat urări Maiei Sandu, sperând la dezvoltarea unor relații între Ucraina și RM, în calea comună către Uniunea Europeană.[40]

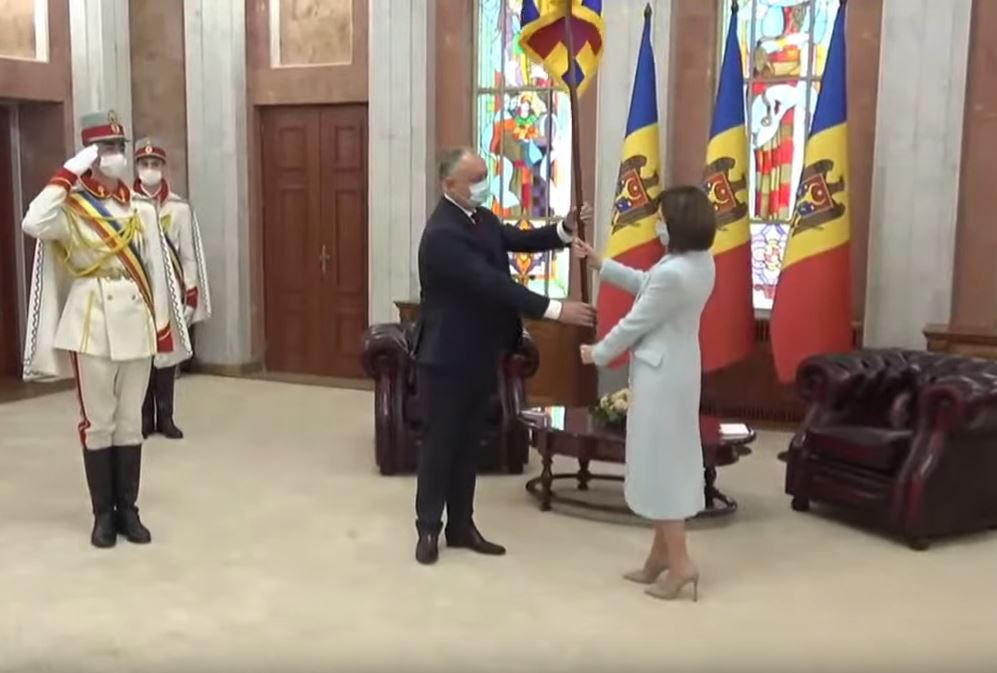
Transferul pașnic de putere între Igor Dodon și Maia Sandu

De asemenea, și alți lideri i-au adresat felicitări Maiei Sandu, printre care se numără: Președintele Franței, Emmanuel Macron, Președintele Italiei, Sergio Mattarella, Președintele Belarusului, Alexandr Lukașenko, lidera de opoziție bielorusă Sviatlana Tsikhanouskaya, președintele Azerbaidjanului Ilham Aliyev, președintele Letoniei Egils Levits, Președintele Poloniei, Andrej Duda, dar și sultanul Omanului, Haitham bin Tariq Al Said.

### Interne
Președintele în exercițiu, Igor Dodon, a recunoscut victoria candidatului ales, Maia Sandu. În data de 23 decembrie 2020, prim-ministrul Republicii Moldova, Ion Chicu, a demisionat, fapt care a deschis la dizolvarea Parlamentului și la alegerile parlamentare anticipate din 11 iulie 2021, soldate cu victoria PAS. Pe 24 decembrie 2020, a avut loc transferul pașnic de putere, Maia Sandu fiind investită oficial în funcția de Președinte al Republicii Moldova.

## Vezi și
- Alegeri în Republica Moldova